# Барыч (река)
Барыч (пол. Barycz) — река в Великопольском и Нижнесилезском воеводствах, в западной Польше. Приток реки Одра.

## Описание
Река протекает около северных границ исторических районов Нижняя Силезия и Великая Польша.
Длина реки составляет 139 км, площадь водосбора — 5526 км². Реку окружает территория ландшафтного парка Барыч (пол. Park Krajobrazowy Dolina Baryczy), что является важным резервом водно-болотных угодий. Орла является одним из притоков.

## Города на реке
- Вонсош
- Жмигруд
- Милич
- Одолянув